# Хуцурі

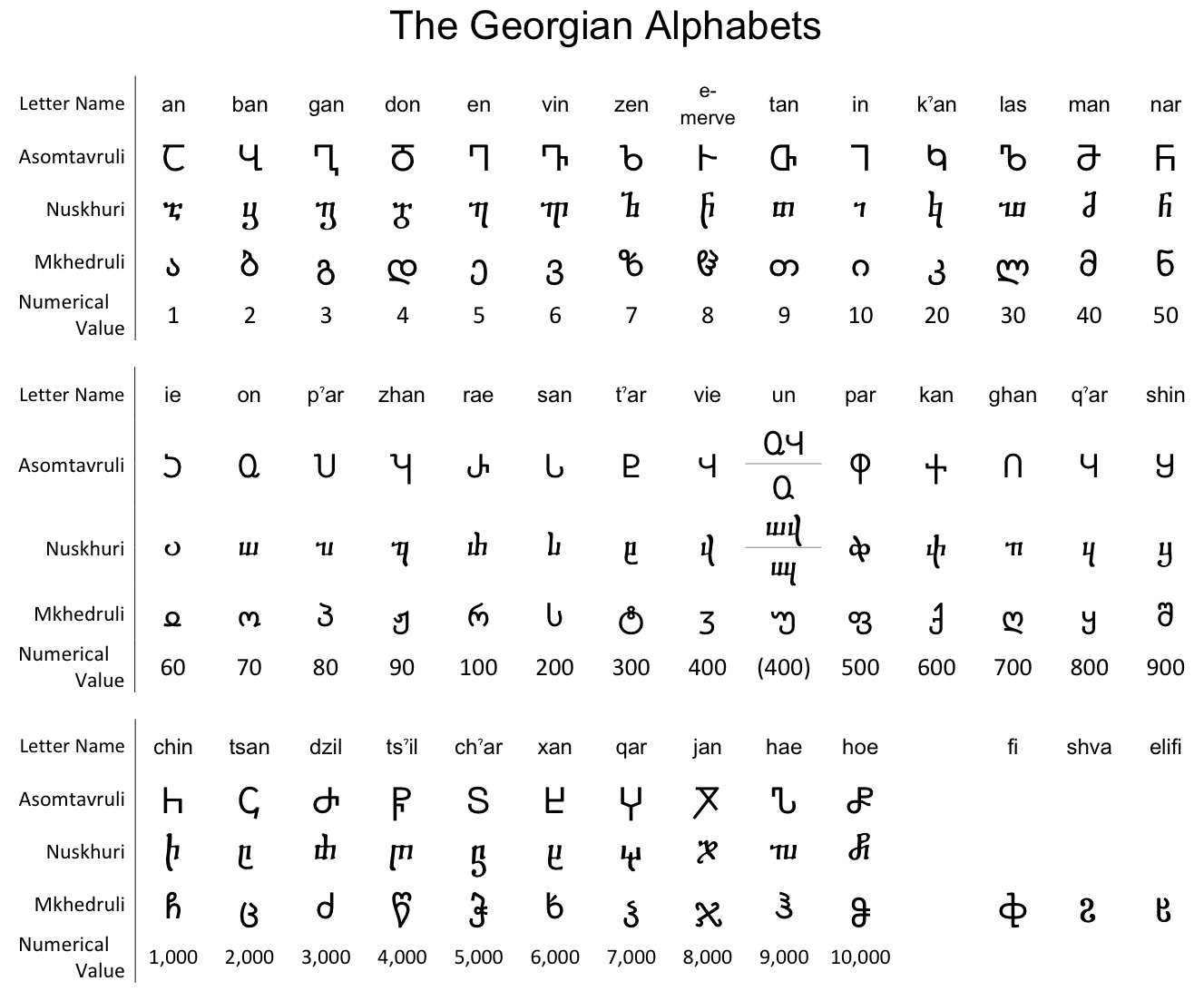
Порівняння трьох грузинських систем писемності

Хуцурі (груз. ხუცური, «церковне письмо») — загальна назва давньогрузинських систем писемності асомтаврулі (для великих букв) та нусхурі (для малих букв). Було в активному вжитку в IX-XI століттях (хоча найдавніші історичні пам'ятки належать до V століття). В XI століття хуцурі було замінено сучасною грузинською писемністю мхедрулі. Відтоді й до XVIII століття його використовувала церква. Сьогодні хуцурі знову використовують у церковних книгах паралельно із сучасною абеткою.
Існує теорія, що писемність розвинулася на основі вірменської абетки. Є також грецька та авестійська версії.